# The Prussian Cur
Pour plus de détails, voir Fiche technique et Distribution.
The Prussian Cur est un film muet américain réalisé par Raoul Walsh et sorti en 1918.

## Synopsis
Avant que la guerre éclate, le Comte Johann von Bernstorff avait créé un réseau d'espions en Amérique, avec à sa tête Otto Goltz et Wolff von Eidel. Ils fomentent des grèves et sont à l'origine d'explosions dans des usines et d'accidents dans les transports. Otto épouse Lillian O'Grady, mais il la traite si brutalement qu'elle en meurt. Son décès est vengé par un jeune soldat américain, Dick Gregory, amoureux de Rosie, la sœur de Lillian. Von Eidel est arrêté.
À la fin, devant l'arrivée des troupes américaines en France, le Kaiser Wilhelm perd espoir dans la victoire. 

## Fiche technique
- Titre original : The Prussian Cur[1]
- Réalisation : Raoul Walsh
- Scénario : Raoul Walsh
- Photographie : Roy F. Overbaugh
- Production : William Fox
- Société de production : Fox Film Corporation
- Société de distribution : Fox Film Corporation
- Pays de production :  États-Unis
- Langue originale : anglais
- Format : noir et blanc — 35 mm — 1,37:1 — Film muet
- Genre : Film de guerre
- Durée : 8 bobines[2]
- Date de sortie : États-Unis : 1er septembre 1918
- Licence : Domaine public

## Distribution
- Miriam Cooper : Rosie O'Grady
- Sidney Mason : Dick Gregory
- H. von der Goltz : Otto Goltz
- Leonora Stewart : Lillian O'Grady
- James A. Marcus : Patrick O'Grady
- Patrick H. O'Malley Jr. : Jimmie O'Grady
- Walter McEwen : le comte von Bernstorff
- William Black (en) : Wolff von Eidel
- Ralph Faulkner (en) : le président Woodrow Wilson
- Walter Lawrence : Guillaume II
- Charles Reynolds : Guillaume Ier
- William Harrison : Prince Frederick
- James Hathaway : Hindenburg
- Pat Hartigan : Amiral Tirpitz
- John G. Franklin : James W. Gerard, l'ambassadeur américain
- John W. Harbon : un membre du Congrès

## Analyse
Le film présente « une orientation très dure contre les Germano-Américains, accusés de toutes les turpitudes. Venant après un discours de Wilson condamnant l'ambiance de lynchage qui les concernait, il fut mal accueilli par la presse ».
Pendant la Seconde Guerre mondiale, Du sang sur la neige (Northern Pursuit, 1943) « prend le contrepied de The Prussian Cur qui, en 1917, invitait à la défiance envers les Germano-Américains ».